# 下級生 (ゲーム)
『下級生』（かきゅうせい）は、1996年6月7日にエルフより発売された、恋愛シミュレーションアダルトゲーム。
本作は、PC-9801用ソフト（以下：PC-98版）として発売された後、セガサターン用ソフト（以下：SS版）として発売された。
SS版では、声優による音声の追加や、操作性の向上とゲーム進行の調整が成されている。
その後、SS版をもとに、PC-98版の18禁要素を復活させる形でWindows 95用ソフト（以下：Win版）として発売された。
PC-98版の発売から10年以上後にはWindows 2000/XP/Vistaに対応したダウンロード版の配信が開始された。ダウンロード版のシナリオはPC-98版をそのまま用いている。

## 内容
本作は、主人公のけんたろう（プレイヤーキャラクター、名前は任意で変更可能）とメインヒロインの結城瑞穂をはじめとしたヒロインたちの恋愛を描く、『同級生』と同種の基本シナリオやフィールド移動型アドベンチャーのシステムを継承している一方、ゲーム内時間は1年間と設定したうえで徐々に深め合う愛を描こうと試みた作品である。
『同級生』との最大の違いとしては、所持金次第で買えるアイテムをヒロインへ送ることによって好感度が会話やデートよりも急上昇し、本来のシナリオよりも早くヒロインとのセックスを迎えることが可能という点が挙げられる。ただし、本作には季節によるイベントなども存在しており、それを見るためには規定期間内に一定の好感度を保つことが必要といった条件設定が施されている。急いで好感度を上げると途中のイベントを見られなくなることもあるため、アイテムの使い所は難しい。逆にアイテムやイベントで好感度を下げることも可能だが、ヒロインによってはうかつな一言が完全破局を招くこともある。また、アイコンカーソル移動による観察や会話システムが撤廃されている点や、セックスシーンが官能小説調の解説を交えずに主人公とヒロインの台詞だけに簡素化されている点も、『同級生』や『同級生2』との大きな違いである。
なお、『下級生』というタイトルは「『同級生』の妹分」という意味を持たされている。したがって、下級生（後輩）が物語の中心になっているわけではなく、むしろ同い年や年上のヒロインの方が多い。

## 沿革
- 1996年6月7日 - PC-9801（PC-98）版発売。
- 1997年4月25日 - セガサターン（SS）版発売。
  - 11月24日 - 『エルフ版 下級生 〜あなただけを見つめて〜』のタイトルでOVA化。
- 1998年2月13日 - ドラマCD『エルフ版 下級生 Radio Avenue』発売開始。
  - 6月26日 - Windows 95（Win）版発売。
  - 7月24日 - 『SCREEN SAVER COLLECTION』発売。
- 1999年7月1日 - テレビアニメ化。
- 2000年6月23日 - Classic Mac OS（Mac）版発売。
- 2008年7月25日 - Windows Vista対応オリジナル復刻版ダウンロード販売開始。

## スタッフ
- シナリオ：蛭田昌人
- キャラクターデザイン、原画：門井亜矢

## 登場人物
担当声優はOVA版・ドラマCD版・TVアニメ版などの他社によるメディアミックス作品のもので、ゲームでは後発移植のSS版やWin版で音声が追加されているが声優名は非公開。年齢の記述はSS版やアニメ版であり、PC-98版・Win版・Mac版では全て非公開（詳しくは、コンピュータソフトウェア倫理機構の項を参照）。

### メインキャラクター
ゲーム版（デフォルト）：けんたろう
ゲーム版の主人公。卯月学園3年C組。
女好きでケンカが強いうえに正義感が強く、周囲からの人気がある。その名を学園中で知らない者はおらず、隣町の「葉月学園」でも危険人物として恐れられている。勉強はできないが、頭の回転は速い。父の再婚でできた義母とは不仲であることから、学生寮で一人暮らしをしている。叔父兼保護者である喫茶店「土下座」のマスターのもと、普段は時給400円でアルバイトしている。パソコンの扱いに慣れている一方、ブリキ玩具の収集家にして高所恐怖症。幼少期の記憶が曖昧で、変わった形のペンダントを常に首に提げている。「げ……」が口癖。異母兄弟がいる。女の子とのセックスの経験は豊富である。
OVA版・恋愛専科版・小説版：長瀬トオル（ながせ トオル）
声：千葉進歩（OVA版） うえだゆうじ（ドラマCD版）
OVA版・ドラマCD版・小説版の主人公。卯月学園3年。
OVA版
外見は長身かつハンサムな顔立ちでたくましく、女性を惹きつける魅力がある。瑞穂からは、テニスの大会の際にペンギンのキーホルダーをおまじないに渡して励ましたのがきっかけで異性として意識されていたが、本人はそれにまったく気付いていなかった。工事のために学生寮を追い出され、苦手な義母と顔が合わせ辛く実家にも帰れないところを、川で溺れかけた瑞穂の弟・達哉を助けたことから、結城邸に夏の間だけ居候することになる。少々ぶっきらぼうで思ったことはハッキリ言うが、内面は心優しい。亡くなった実母からは時折厳しく叱られながらも深く愛されていたようで、瑞穂に実母の面影を重ねている。一方、恋愛観に関しては独特で、「相手と触れ合い、お互い相手のことをよくわかったうえでないと付き合えない」という信条を持っている。
ドラマCD版
映画制作の夢を持っている。
小説版
「特定の彼女なし」と記載がある。また、ゲーム版同様に喫茶店「土下座」でバイトしている。第1巻では南里愛と飯島美雪との、第2巻では持田真歩子と神山みことのセックスシーンが描かれている。
TVアニメ版：山口 剛（やまぐち つよし）
声：遠近孝一
TVアニメ版の主人公。卯月学園3年生。
オールバックのやや大人しい容姿であり、寮暮らし。根はまじめだが、下級生からは様々な評判が流れている。部活動はしていない。嫌みがなく、誰にでも受けが良い。女の子に優しく、基本的には困っている娘がいると放っておけないタイプである。様々な少女と付き合うが、最終的に南里愛と結婚する。
結城瑞穂（ゆうき みずほ）
声：茶山莉子
年齢：17歳 / 身長：158cm / スリーサイズ：82/59/87（cm） / 血液型：O / 誕生日：6月12日
主人公のクラスメイトで、本作のメインヒロイン。主人公とは卯月学園入学以来の友人だが、友人という関係で止まっていた。テニス部に所属しており、スポーツ万能かつ明るく優しい性格で、学園のマドンナ的存在である。
男女の関係には疎く、性的な知識は親友のみこ以上に無知で、主人公とセックスするまで男性の射精や赤ちゃんの作り方すら知らなかった。主人公と肉体関係を結んでからは、性に関する知識も積極的に吸収したものの、初体験時の勘違いから顔射を決まり事としてしまう。卒業後は大学に進学し、専門学校卒業後に起業した主人公と結婚を前提として交際を続ける。主人公とのセックスでは騎乗位も出来るようになった模様。
OVA版ではゲーム版同様、主人公とは身も心も結ばれるメインヒロインだったが、TVアニメ版では一脇役に回った。
ドラマCD版では、主人公と最初は学園の公認カップルとなるが、後半では後輩と恋人のために身を退いている。
続編『下級生2』のシナリオを進めて行くと、似た人物が登場する。OVA版にのみ弟（結城達也）がいる。
神山みこ（かみやま みこ）
声：柳原みわ
年齢：17歳 / 身長：156cm / スリーサイズ：80/60/89（cm） / 血液型：A / 誕生日：1月18日
主人公の同期生で、瑞穂の友人でもある。卯月学園では、主人公らとは異なるクラスの3年B組に在籍しており、教室は4階にある。「指切り神社」の神主（ 声：緒方賢一）の一人娘で、たまに巫女としてを手伝っている。門限が午後5時と決められていることに加え、異性との会話は禁止されている。大人しくおっとりとした性格だが、やや常識外れな言動をとることが多く特に男子からの視線に極めて無頓着である。それゆえ、落とした消しゴムを探して四つん這いになってるところをクラスの男子達に見られて「またパンツ見せてる」と言われたり、放課後体育館の隅で体育座りで寝てるところを部活中の男子達にニヤニヤしながら見られオカズにされたりしている。OVA版では授業中に四つん這いになり、後方の男子達が立ち上がって「すっげー！」「丸見えだぜ！」「白だぁ♪」と大歓声を上げている。「夢子」「ドリームガール」というあだ名が付けられている。小説版にも、同様のシーンがある。性に関する知識は瑞穂よりも豊かだが、赤ちゃんの作り方を知ったのは中学生の時。主人公とラブホテルで初体験を迎えた後は、性行為に対して積極的になる。一方で、妊娠を心配して声を上げる場面もある。
卒業後は実家のある卯月町を離れて主人公と同棲し、実家とは一転した貧困生活にも文句を言わず彼を支え、主人公と一緒に入浴もするようになった。
OVA版・ドラマCD版・TVアニメ版共に主人公とはデートまで行きながら、最後はメインヒロインに譲る役回りで、OVA版と恋愛専科版では主人公と同級生。
新藤麗子（しんどう れいこ）
声：永瀬いくみ
年齢：17歳 / 身長：162cm / スリーサイズ：84/58/88（cm） / 血液型：AB / 誕生日：11月14日
卯月学園3年C組。主人公のクラスメイト。親が卯月町の大地主で、プール付き大豪邸の自宅に多くの使用人やガードマンを抱え、通学はリムジンでの送り迎えが付くほど、裕福な家庭環境で生まれ育った。一方でその家庭環境故に周囲から敬遠されてきたため、非常に高飛車な性格をしており、友達はまったくおらず、女性に節操がない主人公はおろか、晴彦でさえ関わりを避ける。また、派手な外見とは裏腹に恋愛経験は全くなかった。
ゲーム版では双方が意地の張り合いのようにして関係が進み、表面的には主人公のことを何かと庶民呼ばわりし、貰ったプレゼントも安物呼ばわりするが、実はとても大事にしていた。その意地の張り合いの延長の末に遂に勢いでラブホテルへ入り主人公を挑発するように全裸になっていくが、シャワー室で自らの過去の辛い記憶を話したことで主人公が戦意喪失して一度目では結ばれなかった。その後二度目のラブホテルのジャワー室内で立ったままの状態で主人公にペニスを挿入されるが、処女だったため破瓜の痛みに対して遂に弱気な言葉が口から洩れてしまう。だが、その後は必死に声を押し殺して最後まで痛みに耐えた模様。晴れて結ばれた後は、不器用ながらもマフラーを手編みして主人公に手渡したりと、愛情表現を出していく。卒業後も少々ズレてはいるものの、彼女なりに世話焼きに主人公の元へ通って来ている。また、主人公とのセックスについても恐怖感を抱くことはなくなった。
OVA版や恋愛専科版での登場は顔見せ程度だが、TVアニメ版では原作ゲームにあったオイル塗りや図書館イベントのシーンや、メイド服姿もある。
加納涼子（かのう りょうこ）
声：荒井静香
年齢：17歳 / 身長：162cm / スリーサイズ：85/60/90（cm） / 血液型：B / 誕生日：8月11日
卯月学園3年C組。主人公のクラスメイトであり、建設設計の仕事をしている父を持つ。美術部に所属しており自分の絵の才能を世に認めてもらうのが夢である。絵を描き始めると、周囲の物が見えなくなるほど熱中する。彼女が主人公に絵画のモデルを依頼したことが交流のきっかけである。基本的には異性に興味を抱かずに育った。
性格はとても寡黙でクールであるが、主人公と肉体関係を結んでからは他のヒロインと同様に積極的となり、自宅のアトリエ兼自室で彼とセックスに励むこととなる。卒業後は、何度も絵を諦めそうになるものの、主人公に励まされ、彼をモデルとした絵画が三科展に初入選する。また、学校を時にサボるほど彼の世話をかいがいしく焼く。
ツインテールといった髪型が特徴であり、キャラクターデザイナーの門井亜矢曰く「美少女戦士セーラームーンを自覚しながらデザインした」とのこと。
OVA版ではOPで1カットだけの登場。TVアニメ版ではゲーム版とは異なり自宅ではなく、主人公と同じ寮に住んでおり、ゲーム版同様モデルになるよう頼む。ドラマCD版には登場せず。
橘真由美（たちばな まゆみ）
声：星野千寿子
年齢：17歳 / 身長：156cm / スリーサイズ：83/58/87（cm） / 血液型：B / 誕生日：9月28日
卯月学園3年C組。主人公のクラスメイト。遊ぶことばかり考えているコギャルであり、馴れ馴れしい性格をしている。貞操観念も薄く、複数の男性と関係を持っている上、それを公言することも憚らないため、そのことについて担任の静香からも注意されている。主人公とも当初はセックスフレンドだけの付き合いのつもりだったが、やがて自分の本当の気持ちに気付き、それ以降は一途に主人公に接するようになる。万引きをすることもある一方、両親が家にいないことも多いため、弟と自炊したり、横断歩道で見ず知らずの老人を労わる一面も持っている。結婚願望は強く、将来は専業主婦を希望している。卒業後は卯月町から遠く離れた町の理容学校に通いつつプログラムの専門学校に通う主人公と同棲する。
OVA版ではOPで一瞬だけの登場。本編には登場しない。TVアニメ版でも登場機会は顔見せ程度だった。ドラマCD版にも登場するが、主人公とは結ばれなかった。
南里愛（みなみざと あい）
声：三五美奈子
年齢：16歳 / 身長：153cm / スリーサイズ：80/59/85（cm） / 血液型：A / 誕生日：12月1日
卯月学園2年A組で、美雪とは1年生の時からの親友である。内気だが、芯が強い。自由奔放な主人公に恋する。
主人公と美雪との関係が深まるにつれ、イベントでは女性としての強さが現れてくるが、最終盤のデートイベントで選択肢が発生し、これを誤ると破局し、攻略不能となる。
瑞穂と同じく処女で、性的な知識はほとんどなかったため、当初はセックスを怖がっていた。その後、二度目のラブホテルで結ばれ、以来主人公との子作りを望む。
卒業後は大学に進学し、過保護な両親から離れ一人暮らしを始める。20歳のときプログラマーとして働く主人公からプロポーズを受ける。
ドラマCD版の後半とTVアニメ版では瑞穂に代わり、メインヒロインの座に就いた。更にTVアニメ版では女性としての強さがあまり描かれず、恋愛を取るか美雪との友情を取るか悩むことになるが、最終的に山口剛と結婚する。
飯島美雪（いいじま みゆき）
声：そのざきみえ（現：園崎未恵）
年齢：16歳 / 身長：157cm / スリーサイズ：81/59/88（cm） / 血液型：O / 誕生日：7月8日
卯月学園2年B組であり、陸上部に所属している。愛の親友であり何かと世話を焼く。ガサツな性格をしており、恋愛については不器用なところがある。
女性としてあらゆる面で脆い一方、デートやセックスを重ねるうちに愛とは違った方向で主人公に対する愛情を深め、愛と同じように主人公の赤ちゃんを産みたいと望むようになる。卒業後はダンスのインストラクターをしつつ、プログラマーとして働く主人公の生活面のズボラさをぼやきつつも彼を支える。
OVA版ではプール内でアクシデントを起こすくらいしか見せ場はなかったが、ドラマCD版ではゲームと同じく、トオルを巡って愛との友人関係に悩んだりするシーンがある。TVアニメ版でも最初こそ剛を警戒していたが、後半は剛を巡って愛との関係に悩んだ末、友情よりも恋愛を取ると愛に宣戦布告。これについてはゲーム版とは逆であり、愛との逆転現象が起きている。
皆川奈々（みながわ なな）
声：小池かの子 （幡宮かのこ）
年齢：15歳 / 身長：153cm / スリーサイズ：78/59/87（cm） / 血液型：A / 誕生日：5月1日
卯月学園1年A組。テニス部に所属しているが、運動神経はあまり良くない。少女漫画が好きで、将来はプロのテニスプレーヤーになることと王子様との結婚を夢見ている。幼く無邪気な性格をしており、幼稚な体格を気にしている。転校生であるティムに一目惚れするが、程なくして振られ、校庭の百年杉の下で泣き崩れる。その後、失恋した彼女を慰めた主人公に惹かれていき、やがて肉体関係を結ぶ。そこからは一転し、デート時に持参したテニスウェア（部活のもの）を着てコスプレエッチをしたり、部室に主人公を誘い入れてキスを交わすなど大胆になっていき、特にキス魔の特性を強めていく。また、妊娠をしない安全日のセックスで膣内射精をさせてくれる。主人公の卒業後は、日曜ごとに主人公の部屋に通う。卯月学園3年生となり、料理が苦手なため2年間続けたテニス部を辞め週3回料理学校に通うことを決意するが、そんな健気な彼女に主人公は5年後を目途としてプロポーズを約束する。
TVアニメ版ではセルDVD/VHS版の特別編に、顔見せ程度に登場。OVA版での登場も顔見せ程度だが、どちらもティムに振られた描写はない。ドラマCD版では晴彦に振られ、トオルに癒しを求める。
持田真歩子（もちだ まほこ）
声：内川藍維
年齢：16歳 / 身長：156cm / スリーサイズ：82/60/88（cm） / 血液型：A / 誕生日：10月20日
卯月町の隣町にある「葉月学園」の2年生で、テニス部に所属している。卯月町の花屋「カトレア」でアルバイトをしている。
読書が趣味で感受性が強く、花や自然を愛する優しく真面目な雰囲気を持つ。その一方、プロ野球観戦で盛り上がったり、弟のたけしに対して強気な態度で接したり、好き嫌いがはっきりしているなど、意外な一面も併せ持つ。また、主人公との交流が深まると、葉月学園の制服であるセーラー服を着て卯月学園に来たり、デート後に卯月学園の寮で会うこともある。
初めて好きになった男性が主人公という処女。
セックスの前に必ずシャワーを浴びさせてほしいと断りを入れるなど潔癖なそぶりを見せるが、セックスを重ねていくと積極的になっていく一面もある。
主人公の卒業後は自宅から通える短大に進学しながら専門学校に通う彼の家を訪れるなど、積極的な交際を続けている。また、テニスを続けており、主人公と二人で楽しんでいる様子も描かれている。
OVA版での登場は顔見せ程度だが、TVアニメ版ではゲーム版での高評価を受けてか、中盤で3話に渡って彼女が出番に恵まれる回が存在する。ドラマCD版ではトオルとだけでなく、稔とも関係を深めていく。
母親との関係はゲーム版と小説版で異なっており、ゲーム版では母親が真歩子の恋愛について厳しく接している描写がある一方、小説版では母親が恋愛についての理解者となっている。また、小説版において、真歩子は指切り神社を訪ねた際にみこと親しくなる。
弟のたけしは、ゲーム版では真歩子から紹介されるイベントがある。OVA版とTVアニメ版では未登場。小説版には登場している。
山下美夏（やました みなつ）
声：梶村ひろこ
年齢：不明 / 身長：157cm / スリーサイズ：84/59/90（cm） / 血液型：O / 誕生日：10月3日
音楽大学の3回生で、卯月町の「ライジングマンション」に一人暮らししている。元々は学費を得るために他人には内緒でキャバクラのホステスのアルバイトもしていたが、いつの間にか大学に行くよりもキャバクラのアルバイトの方が主になり、店に来る客からの誘いから逃れるために日曜のみ「土下座」でアルバイトを始める。大学ではピアノを専攻しているが、最近はまともに練習していない。キャバクラ絡みと過去の経験から、用心深く疑り深い性格。それゆえに、選び間違うと即攻略不可能となる選択肢が複数存在する唯一のヒロインである。
PC-98版当時は、全ヒロイン中最も立ち絵とイベント絵とが別人に見えており、SS版やWin版への移植の際に差し替えられた。またそれに併せて、セーラー服（美夏自身が卒業した高校の夏制服）姿を披露するイベントが新規で追加された。主人公の卒業後は寮を出た主人公を自分のマンションに招き入れ、同居生活をしながら専門学校に通う主人公を支える。
TVアニメ版とOVA版での登場は顔見せ程度で、ゲーム版での設定もないごく普通の女子大生で、ミニクーパーの愛車まで持っている。ドラマCD版には未登場。
緑谷麻紀（みどりたに まき）
声：松下美由紀
年齢：不明 / 身長：154cm / スリーサイズ：83/61/89（cm） / 血液型：A / 誕生日：2月20日
卯月町の魚屋「江戸前」の跡取り娘であり、短大卒業後に家業に就いた。職業柄腕っぷしが強い上に強気で喧嘩っ早く、嘘と曲がった事が大嫌いな性格をしている。演歌好き。最初のうちは名前を聞き出すこともまなならない。とても嫉妬深く、他のヒロインとの浮気は絶対に許さない。中でも、近所でよく見かける上に自分と正反対の要素を持っている真歩子は特に目障りなのか、一方的に嫌っている。
短大時代に交際していた相手がいたが、卒業後は疎遠となり自然解消となる。主人公との仲が進展すると、彼に対する素直な愛情を見せていく。主人公の卒業後は、「江戸前」に就職してきた主人公を支え、同時に自分達についてこようと懸命に努力をする姿勢を父親と共に認め、（婿として）「江戸前の若旦那」とも呼んだ。
美夏同様、PC-98版当時の一部のイベント絵は、SS版やWin版への移植の際に差し替えられた。
OVA版・ドラマCD版には未登場。TVアニメ版ではセルDVD/VHS版の特別編にのみ登場。
三月静香（みつき しずか）
声：雪絵れな
年齢：不明 / 身長：159cm（アニメでは162cmの説もあり） / スリーサイズ：84/58/88（cm） / 血液型：AB / 誕生日：2月21日
卯月学園の保健医兼、主人公のクラス担任兼学生寮の管理人。自身も学生寮に住んでいるため、主人公にとっては「隣りのお姉さん」的存在である。
容姿や服装が派手なため街を歩くと風俗街の勧誘に捕まるが、性格は極めて常識的で、男女問わず生徒達から尊敬されている。一応は彼氏持ちでありながら、あまり付き合いも肉欲も無い形に近く、慎二の件をきっかけに主人公と関係を深めていく。主人公の卒業後は、彼との結婚生活を送っており、妊娠している。
TVアニメ版とOVA版での登場は顔見せ程度で、TVアニメ版ではゲームと同じく、学生寮に住んでいる。ドラマCD版には登場せず。
ティナ
声：西原久美子
年齢：不明 / 身長：160cm / スリーサイズ：85/59/89（cm） / 血液型：不明 / 誕生日：不明
主人公のクラスに転入してきた、自称・南国のプリンセスで、普段からビキニ姿で過ごしている。なぜか空中に浮いており、本人はこの現象について病気のせいだとしている。主人公とは初対面であるにもかかわらず彼のことを以前から知っているらしく、強烈な好意を向けてくる。また、何故か主人公と同じペンダントを持っている。相手の迷惑を顧みない押しの強さを見せるが、主人公が他のヒロインと恋仲になると潔く身を退く側面もあり、ゆえに他のヒロインとの同時攻略は不可能である。
彼女のシナリオによって主人公の正体、およびこの作品世界の真の姿が明らかにされるという、裏のメインヒロイン。帰国後、主人公と結婚式を挙げる。モデルは門井亜矢曰く、以前に描いた短編漫画のヒロインから。
OVA版・ドラマCD版には未登場。TVアニメ版ではセルDVD/VHS版の特別編にのみ登場。

### サブキャラクター
後藤稔（ごとう みのる）
声：真殿光昭
主人公のクラスメイトで悪友。女性経験はそれなりにあり、山下美夏に恋をする。2年生の時に主人公と放送室で暴れた前科もある。
OVA版では特に誰とも関係が深くはならなかったが、ドラマCD版では持田真歩子と良好関係になる。
TVアニメ版ではゲームと同様、美夏に恋をし、文化祭や初詣でも一緒になっている。
佐竹晴彦（さたけ はるひこ）
声：大川透
主人公のクラスメイト。金持ちではあるが、新藤家よりは格下らしい。テニス部所属でその腕前は筋金入りであり、4歳でプロを負かした実績を持つ。
黙っていればかなりの美形で身体面のバランスも良いのだが、とてつもなく気障で嫌味な性格の持ち主で、自分の趣味に合わない真由美と麗子以外は『学園内の女性は全員自分の物』だと本気で思いこんでいる。主人公との仲は良くない。なお、晴彦の家のメイド達も主人公のことを同じレベルで嫌っており、「最低最悪のクズ友達」呼ばわりして門前払いにする。
実は子供の頃から多忙な両親と一緒に夕飯を食べたことがなく、根は寂しがり屋で、友人の多い主人公を内心羨んでいる。また、みこからも 「他の人にうまく足並みをそろえられない故に誤解されてしまう人。」と評価されており、寂しがり屋であることを見抜かれている。とはいえ、みこに対して盗聴器を仕掛けたり、神社に押しかけたり、主人公とのデートをつけていくなど、本人の行動にも非常識な面があり問題が多い。そのため学園では男女問わず人気がなく、いい顔をされていない。
美雪攻略時には財力と地位にものを言わせて主人公から美雪を奪おうとするも、これに乗ったふりをした美雪からホットの缶コーヒーを頭にぶちまけられながら罵倒されるという逆襲を食らってしまう。
OVA版では瑞穂を狙い、財力にものを言わせて映画などに誘ったりしているが、瑞穂の心を掴むことができず、その焦りから強引に押し倒したために逆襲を喰らう。ドラマCD版ではゲームと違い、奈々を振り回す。
TVアニメ版では神山みこや南里愛を狙い、飯島美雪に揺さぶりをかけたりもするが、ゲーム同様美雪の怒りを浴び、愛にも相手にされなかった。
高田慎二（たかだ しんじ）
声：宮田始典
主人公のクラスメイト。一流国大を目指すガリ勉少年。内気かつ奥手で、自由奔放な主人公と三月静香に憧れている。ゲーム版では展開次第では、エンディングで瑞穂瑞穂、真由美、美雪、奈々、愛、麗子、塾の女の子のいずれかと、それぞれ恋人関係になる。同時に夏休み明けに入院してしまったことで、静香攻略時に重要なキーパーソンとなる人物でもある。OVA版・ドラマCD版には未登場。TVアニメ版ではそれほど内気ではなく、ごく普通の少年として描かれていたが、ガリ勉である部分が映されたり、愛を強引にミス卯月学園コンテストに出したりもしている。
ティム
声：笹沼晃
ティナの双子の弟で、寡黙でエキゾチックな雰囲気の美少年。女子からの人気は高いが、ニヒルな性格と一時的な来日という事情から深い人付き合いを避けている。それなのに下級生の奈々に告白されてなぜか付き合うことになるも、結局ティム自身の気持ちは奈々には向かず、校庭の百年杉の下で奈々に別れを告げることとなる。ややシスコンで、姉が好意を寄せる主人公を敵視し、学校の寮では姉と同じ部屋で生活している。OVA版・ドラマCD版には未登場。TVアニメ版ではセルDVD/VHS版の特別編にのみ登場。
土下座のマスター
声：河合義雄
本名不明。主人公の叔父兼保護者。外観は口髭の似合う気の優しそうな男性だが、あれこれ主人公を脅迫（?）しては薄給で扱き使う策士でもある。美雪に一目惚れして、愛や主人公を交えたダブルデートをセッティングするが、デート中にも美雪を襲う算段をするなど鬼畜な一面を持つ。
TVアニメ版でも同様に美雪に好意を寄せる。ドラマCD版ではトオルが就職する映画会社の監督の友人で、トオルを紹介したり、TVアニメ版のクライマックスでは、愛か美雪のどちらを取るか悩む剛に、どちらかをはっきり決めることをほのめかすような書き置きをしている。
ブルセラマン
本名不明。セーラー服を着て、純白のショーツを顔につけた謎の男性。主人公の所持金が3万円以下の時に、学校のプールで会うことができ、ブルセラショップで購入した品を高値で買い取ってくれる。主人公の所持金が100万円を超えると端数分の金額を没収する。
SS版では「ブルセラ」が倫理面で抵触するために「おまかせおじいさん」として登場する。
定岡（さだおか）
声：玄田哲章
麗子のボディガードで、いつもリムジンで麗子の送迎を行い、彼女の命令には絶対服従している。いつもサングラス姿の強面だが、意外とお人好し。
TVアニメ版では、剛に対し病気（仮病）になった麗子の家に看病に来るように誘う。素顔は垂れ目。
カトレア店長
声：堀内賢雄
TVアニメ版のみのオリジナルキャラクター。剛を夏休み中のバイト店員として採用し、真面目な真歩子に信頼を寄せていて、真歩子に甘いところもある。パチンコが趣味。
他にもTVアニメ版の真歩子初登場の回では、ゲーム内の骨董品屋「大中小」の店主のような容貌の海の店の店主（声：松本大）がゲスト登場している。

## アニメ版

### OVA
『エルフ版 下級生 あなただけを見つめて…』というタイトルで、1998年（一部先行して1997年）にピンクパイナップルから発売。全4話で構成されており、第4話は一般版と15禁版の2種類が存在する。なお、タイトルに「エルフ版」と付いているのは、これに先んじて1995年にピンクパイナップルが『同級生』のOVA版『同級生 夏の終わりに』のヒットに続く形で「下級生」のタイトルを付けたOVAシリーズを独自に製作・販売していたため。その内容は、本作とはキャラクターや舞台設定が全く異なる無関係なものである。詳しくは『下級生 MY PRETTY CLASS STUDENT』を参照。
主人公の長瀬トオルと、ヒロインの結城瑞穂と神山みこを中心に話が展開していき、南里愛、佐竹晴彦などの面々が話に加わっていく。主人公が寮を追い出されるというOVA版独自の設定があるが、卯月学園、指切り神社、ガーデンプール、世界一公園、ボウリング場、喫茶店土下座、フラワーショップカトレアなどの舞台設定は、ゲーム原作にほぼ忠実である。2017年にAT-Xで放送された。視聴年齢制限あり。

#### スタッフ（OVA）
- 企画 - 乱交太郎
- 監督・脚本 - 鹿島典夫
- スーパーバイザー - Dr.POCHI
- キャラクターデザイン・総作画監督 - 渡辺真由美
- 音楽 - CUE
- 音響監督 - 飯塚康一
- プロデューサー - 大宮三郎
- アニメーション制作 - PPプロジェクト
- 製作 - ピンクパイナップル

#### 主題歌（OVA）
オープニングテーマ「トキメキの行方」
作詞 - 松本花奈 / 作曲・編曲 - 谷本真規 / 歌 - 安達まり
エンディングテーマ「“好き”といえたら…」（第1話 - 第3話）
作詞 - 松本花奈 / 作曲・編曲 - 浅井真 / 歌 - 茶山莉子
エンディングテーマ「羽のない天使（Angel）」（第4話）
作詞 - Lou / 作曲 - 前田克樹 / 編曲 - 松浦晃久 / 歌 - 茶山莉子

#### VHS/LD各巻タイトル
- 第1巻「ときめきの予感…」（通販発売：1997年11月24日、一般市場向け発売：1998年1月23日）
- 第2巻「素直になれたら…」（通販発売：1998年1月23日、一般市場向け発売：1998年3月27日）
- 第3巻「揺れる想い…」（通販発売：1998年3月27日、一般市場向け発売：1998年5月29日）
- 第4巻
  - 一般版「ぬくもりを感じたい…forever」（通販発売：1998年6月26日、一般市場向け発売：1998年8月21日）
  - 15禁版「ぬくもりを感じたい…」（通販発売：1998年6月26日、一般市場向け発売：1998年9月25日）

#### TV放送
1998年7月から同年8月にかけてTV放送された『同級生2』の後番組の形で、同年9月に再編集版が深夜帯のUHFアニメとしてTV放送された。オリジナルとの違いは、OPテーマが最初に始まること、OPで水中を瑞穂達が全裸で泳ぐシーンが別シーン（全身の瑞穂・みこ・愛・美雪のエフェクトを用いたシーンと麗子・涼子・奈々・静香の顔アップの4分割シーン）に差し替えられていること、TV放送分数に合わせて本編が少しだけ削除されていること、簡易的なアイキャッチが追加されていること、次回予告の音声が新たに録音し直されていることである。
本編については特に大掛かりな編集はなく、第2話開始早々の神山みこの転倒シーンや、第3話のクライマックスシーンなどもそのまま放送されている。ただし、第4話は15禁版ではなく一般版がベース。

### TVアニメ
TVアニメ版『下級生』はUHFアニメとして、1999年7月1日から9月23日まで全13話を放送（日付はサンテレビの場合で、放送局により異なる）。OVA版の続編ではない。シナリオをリセットして3年生の4月から物語を再び始めることで、OVA版で十分に描き切れなかったヒロインとの関係を描いた。また、主人公のキャラクターはOVA版の主人公と重ならないように変更されている。主人公の山口剛とヒロインの南里愛と飯島美雪の関係を描くほか、持田真歩子、加納涼子、神山みこ、新藤麗子達とのエピソードも交えて話が展開する。TVアニメ版では主人公よりも年下の南里愛、飯島美雪、持田真歩子の登場回数が多く、その点では真の「下級生」となっていた。
TV放送のためにOVA版よりも露出は控えめだったが、セルDVD/VHS版では本放送時にはなかったサービスカットが追加されている。そのほか、本放送時とセルDVD/VHS版との違いとしては、EDテーマを歌うあっぷ^2が出演する「下級生エンドコーナー」（メインスタッフへのインタビューや製作現場の映像も放送されていたが、セルDVD/VHS版には未収録）、あっぷ^2の実写映像が流れていたED（セルDVD/VHS版ではアニメに差し替え・DMM.comなどのバンダイチャンネルの配信ではあっぷ^2の実写映像が採用された）などがある。

#### スタッフ（TV）
- 監督 - 鹿島典夫
- スーパーバイザー - Dr.POCHI
- キャラクターデザイン・総作画監督 - 渡辺真由美
- 美術監修 - 小林七郎
- 音楽 - 五十嵐洋、道祖尾昌章、米光亮、CUE、轟太郎
- 音響監督 - 飯塚康一
- チーフプロデューサー - 乱交太郎
- プロデューサー - 大宮三郎、寺崎孝
- アニメーション制作 - PPプロジェクト
- 製作 - ピンクパイナップル

#### 主題歌（TV）
オープニングテーマ「Every Brand-new Day」
作詞 - 藤林聖子 / 作曲 - くにたけみゆき / 編曲 - 高橋一之 / 歌 - 安達まり
エンディングテーマ「Girls be UP!」（1 - 12話）
作詞 - 山崎明子 / 作曲 - pap_lu / 編曲 - 岩室晶子 / 歌 - あっぷ2（菊地由美、古山きみこ、松来未祐、森田早桜、崎谷芙由美、中野知美、AKIKO、浅木舞、東里、瑞原希）
エンディングテーマ「ルーレット・キャンドル」（13話）
作詞 - 鮎沢すみ絵 / 作曲 - 藤木和人 / 編曲 - 東純二 / 歌 - Pure'（安達まり、茶山莉子、柳原みわ）
エンディングテーマ「Sea -月のあかり-」番外編）
作詞 - 中山加奈子 / 作曲 - 大藤史 / 編曲 - 東純二 / 歌 - 菊地由美

#### 各話リスト
| 話数 | サブタイトル           | 脚本       | 絵コンテ     | 演出         | 作画監督           |
| ---- | ---------------------- | ---------- | ------------ | ------------ | ------------------ |
| 1    | 春風のいたずら         | 柳川茂     | ふくもとかん | 下司泰弘     | 青田典之           |
| 2    | 桜色のときめき         | 吉岡たかを | 岡崎幸男     | 岡崎幸男     | 広田知子           |
| 3    | 夢見る若葉             | 柳川茂     | 杜野幼青     | 雄谷将仁     | 丸英男             |
| 4    | 雨雲の向こう側         | 吉岡たかを | 日色如夏     | 上野史博     | 石本英治           |
| 5    | 潮風のめぐりあい       | 吉岡たかを | 日下部光雄   | 日下部光雄   | 佐藤多恵子         |
| 6    | かすみ草に感謝を込めて | 柳川茂     | 木宮茂       | 木宮茂       | 広田知子           |
| 7    | 去りゆく夏…            | 吉岡たかを | 影山楙倫     | ふくもとかん | 大塚あきら         |
| 8    | わがままな秋桜         | 柳川茂     | 日色如夏     | 上野史博     | 石本英治           |
| 9    | すれ違う落葉たち…      | 吉岡たかを | 宇田鋼之介   | 下司泰弘     | 石原 恵 渡辺真由美 |
| 10   | 冬の予感…              | 吉岡たかを | 山崎茂       | 横山広実     | 広田知子           |
| 11   | 雪降る夜に…            | 吉岡たかを | 日下部光雄   | 日下部光雄   | 佐藤多恵子         |
| 12   | 揺れる冬木立           | 吉岡たかを | 日色如夏     | 上野史博     | 石本英治           |
| 13   | 春風…再び              | 吉岡たかを | 菊池一仁     | 牛草健       | 渡辺真由美         |

#### 放送局
出典
| 放送地域 | 放送局           | 放送日                 | 放送時間           | 放送系列       |
| -------- | ---------------- | ---------------------- | ------------------ | -------------- |
| 兵庫県   | サンテレビ       | 1999年7月1日 - 9月23日 | 木曜 24:35 - 25:05 | 独立UHF局      |
| 埼玉県   | テレビ埼玉       | 1999年7月4日 - 9月26日 | 日曜 24:00 - 24:30 | 独立UHF局      |
| 千葉県   | 千葉テレビ       | 1999年7月4日 - 9月26日 | 日曜 24:30 - 25:00 | 独立UHF局      |
| 神奈川県 | TVK              | 1999年7月5日 - 9月27日 | 月曜 24:00 - 24:30 | 独立UHF局      |
| 京都府   | KBS京都          | 1999年7月7日 - ?       | 水曜 23:30 - 24:00 | 独立UHF局      |
| 北海道   | テレビ北海道     | 1999年7月1日 - ?       | 木曜 25:30 - 26:00 | テレビ東京系列 |
| 愛知県   | テレビ愛知       | 1999年7月12日 - ?      | 月曜 26:00 - 27:30 | テレビ東京系列 |
| 福岡県   | TXN九州          | 1999年7月5日 - ?       | 月曜 25:35 - 26:05 | テレビ東京系列 |
| 新潟県   | 新潟放送         | 1999年7月3日 - ?       | 木曜 24:35 - 25:05 | TBS系列        |
| 静岡県   | 静岡放送         | 1999年7月6日 - ?       | 火曜 25:30 - 26:00 | TBS系列        |
| 広島県   | 広島ホームテレビ | 1999年7月3日 - ?       | 土曜 25:40 - 26:10 | テレビ朝日系列 |

#### 番外編
2000年3月24日発売のセルVHS/DVD版の「下級生ディレクターズカット第7巻」には、第13話と共に番外編が収録された。OVA版やTV放送では登場しなかったティナ、ティム、麻紀が登場する。

## ドラマCD
ラジオ『同級生恋愛専科』で放送されたラジオドラマが、ドラマCD『エルフ版 下級生 Radio Avenue』として、1998年2月からピンクパイナップルより発売された。
第1話から第5話は4回構成（ただし、最終話の「ふたり」だけは5回構成）で製作されて全6話となり、第1話「結城瑞穂」、第2話「皆川奈々」、第3話「持田真歩子」、第4話「神山みこ」、第5話「飯島美雪」、第6話「南里愛」がそれぞれヒロインとして活躍するという話になっている。
ナビゲーターはOVA版やTVアニメ版の主題歌を歌い、後のエルフ作品に多く出演することとなった安達まりが務めた。
なお、1998年製作の実写とアニメを融合させた特撮作品の『同級生恋愛専科 おもしろビデオ』でこの2人が出演した際、安達は瑞穂役の茶山莉子と、それぞれの頭文字を採って悪役「あだちゃ団」を結成した。
- 『エルフ版 下級生 Radio Avenue Vol.1』　第1話「はじまりの季節」（KSCA59097  発売：1998年2月13日）
- 『エルフ版 下級生 Radio Avenue Vol.2』　第2話「恋予報　雨のち晴れ」（KSCA59098  発売：1998年3月27日）
- 『エルフ版 下級生 Radio Avenue Vol.3』　第3話「夏の花　ゆれて」（KSCA59099  発売：1998年4月24日）
- 『エルフ版 下級生 Radio Avenue Vol.4』　第4話「心の色、変わるまで」（KSCA59110  発売：1998年5月29日）
- 『エルフ版 下級生 Radio Avenue Vol.5』　第5話「クリスマスローズ」（KSCA59111  発売：1998年6月26日）
- 『エルフ版 下級生 Radio Avenue Vol.6』　第6話「ふたり」（KSCA59112  発売：1998年7月24日）

## 小説版
『夏休み』の末尾には第3巻の予告が書かれていたが、第3巻は発売されず、この2巻で終了した。
下級生 Spring has come. 〜一学期。〜
原作：エルフ / 著：飯野文彦 / 表紙・口絵：門井亜矢 / 挿絵：飛田慧、美樹沙恵 / 発行：ケイエスエス / 発売：1997年4月1日 ISBN 9784877091347
南里愛と飯島美雪がメインヒロイン。
下級生 A Midsummer Night's Dream. 〜夏休み。〜
原作：エルフ / 著：飯野文彦  / 表紙・口絵：門井亜矢 / 挿絵：富田美雪 / 発行：ケイエスエス / 発売：1997年8月19日 ISBN 9784877091569
持田真歩子と神山みこがメインヒロイン。

## 評価
御簾納直彦はGamerに寄せた記事の中で、セガサターン版が学生時代の自分にとって衝撃的だったと振り返っている。
御簾納は、タイトルの割に出会える年下の人物が少ない点を少し疑問に思っていたとしつつも、当時はその疑問は些細なことであり、ゲームの中だけでも童貞を捨てられる相手と出会えたことが重要だったと述べている。
また、御簾納は、主人公をめぐって親友同士である愛と美雪が対立するエピソードは素晴らしかったと述べ、美夏との恋はある種のリアリティを感じたと評しているほか、麻紀の悲しい思い出や教師である静香との禁断の恋における背徳感も記憶に残っていると話している。
書籍『電脳美少女虎の巻 弐』では、Win版についての批評が掲載された。
同書では、1年間何もしなくてもよいという自由度の高さに加え、PC-98版やSS版よりも強化されたビジュアルが評価されている。さらに、フル画面になったことにより文字やキャラクターが見やすくなったほか、全体的に明るい色調が取り入られたことによってゲームの雰囲気も明るくなったとも評価されている。